# Germaine (olive)
Pour les articles homonymes, voir Germaine.
La germaine est une variété d'olives cultivée principalement en Corse, mais aussi dans certaines parties du nord de l'Italie. 

## Origine
Elle est proche génétiquement de la Frantoio, variété qui est cultivée en Toscane. 

## Synonyme
Son nom est localement orthographié de façon différente : Ghjermana, Ghjermana de Balagne, Ghermana et Germana. Dans certaines parties de la Corse et à Pérouse, elle est aussi appelée Romana.

## Caractéristique
La germaine est résistante au froid et a un bon rendement d'huile. 